# Louňovice
Louňovice jsou obec v okrese Praha-východ ve Středočeském kraji. Leží asi třicet kilometrů jihovýchodně od centra Prahy a devět kilometrů východně od města Říčany. Žije zde přibližně 1 200 obyvatel.
Název obce se používá v pomnožném čísle, tedy v Louňovicích.

## Historie
První písemná zmínka o obci pochází z roku 1407. V roce 2007 obec Louňovice oslavila 600 let od svého vzniku. Ze zdejšího lomu Kaménka pochází jeden ze základních kamenů Národního divadla.

## Přírodní poměry
Do oblasti katastrálního území jihovýchodně od vesnice zasahuje část národní přírodní rezervace Voděradské bučiny.

## Obyvatelstvo
| Rok            | 1869 | 1880 | 1890 | 1900 | 1910 | 1921 | 1930 | 1950 | 1961 | 1970 | 1980 | 1991 | 2001 | 2011 | 2021  |
| -------------- | ---- | ---- | ---- | ---- | ---- | ---- | ---- | ---- | ---- | ---- | ---- | ---- | ---- | ---- | ----- |
| Počet obyvatel | 205  | 246  | 229  | 227  | 266  | 317  | 337  | 379  | 519  | 450  | 408  | 376  | 389  | 950  | 1 242 |
| Počet domů     | 27   | 32   | 32   | 32   | 44   | 58   | 87   | 178  | 140  | 138  | 138  | 163  | 200  | 332  | 501   |

## Obecní správa
V letech 1850–1869 k obci patřily Štíhlice a v letech 1869–1910 také Vyžlovka.

### Územněsprávní začlenění
Dějiny územněsprávního začleňování zahrnují období od roku 1850 do současnosti. V chronologickém přehledu je uvedena územně administrativní příslušnost obce v roce, kdy ke změně došlo:
- 1850 země česká, kraj Pardubice, politický i soudní okres Černý Kostelec[9]
- 1855 země česká, kraj Praha, soudní okres Černý Kostelec[9]
- 1868 země česká, politický okres Český Brod, soudní okres Černý Kostelec[9]
- 1939 země česká, Oberlandrat Kolín, politický okres Český Brod, soudní okres Kostelec nad Černými lesy[10]
- 1942 země česká, Oberlandrat Praha, politický okres Český Brod, soudní okres Kostelec nad Černými lesy[11]
- 1945 země česká, správní okres Český Brod, soudní okres Kostelec nad Černými lesy[12]
- 1949 Pražský kraj, okres Český Brod[13]
- 1960 Středočeský kraj, okres Kolín[14]
- 2007 Středočeský kraj, okres Praha-východ[15]

### Obecní symboly
Znak byl obci udělen rozhodnutím předsedy Poslanecké sněmovny Parlamentu České republiky dne 9. dubna 2002 a vlajka byla obci udělena rozhodnutím předsedy PSP ČR dne 29. května 2007.

## Společnost
V obci Louňovice (300 obyvatel) byly v roce 1932 evidovány tyto živnosti a obchody: obchod s dobytkem, 2 hostince, kolář, kovář, obchod s krmivem, lom, porodní asistentka, 4 rolníci, řezník, sadař, 2 obchody se senem a slámou, 2 obchody se smíšeným zbožím, spořitelní a záložní spolek, trafika, truhlář, obchod se zvěřinou a drůbeží.

## Doprava
Obcí prochází silnice I/2 v úseku Říčany – Louňovice – Kutná Hora a silnice III/10172 Žernovka – Louňovice. V obci Louňovice se nachází tři zastávky: I. Hráz, II. Hráz a Louňovice. Železniční trať ani stanice na území obce nejsou. 
V obci měly v roce 2011 zastávku příměstské autobusové linky jedoucí do těchto cílů: Horní Kruty, Kostelec nad Černými lesy, Praha-Háje, Říčany, Sázava, Suchdol (dopravce ČSAD POLKOST, s. r. o.), Praha-Opatov, Říčany (dopravce Veolia Transport Praha, s. r. o.).

## Další fotografie

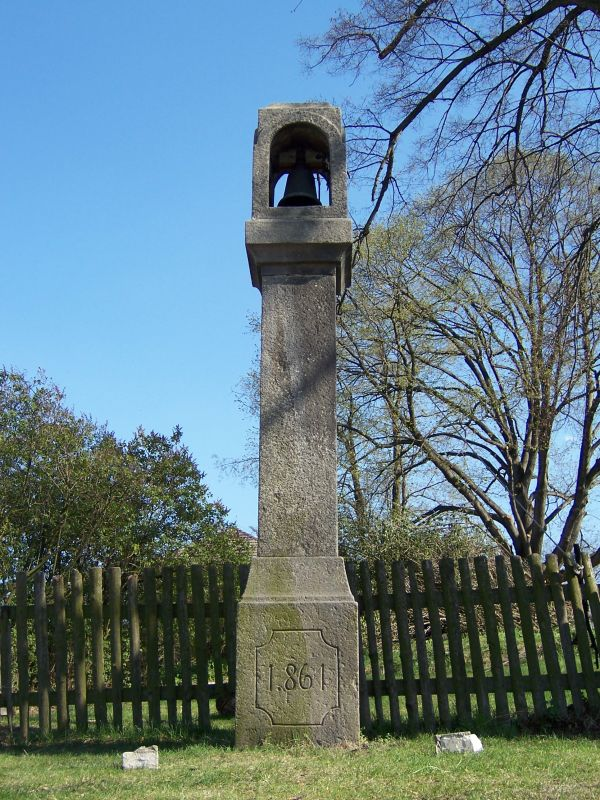
Zvonice na horní návsi
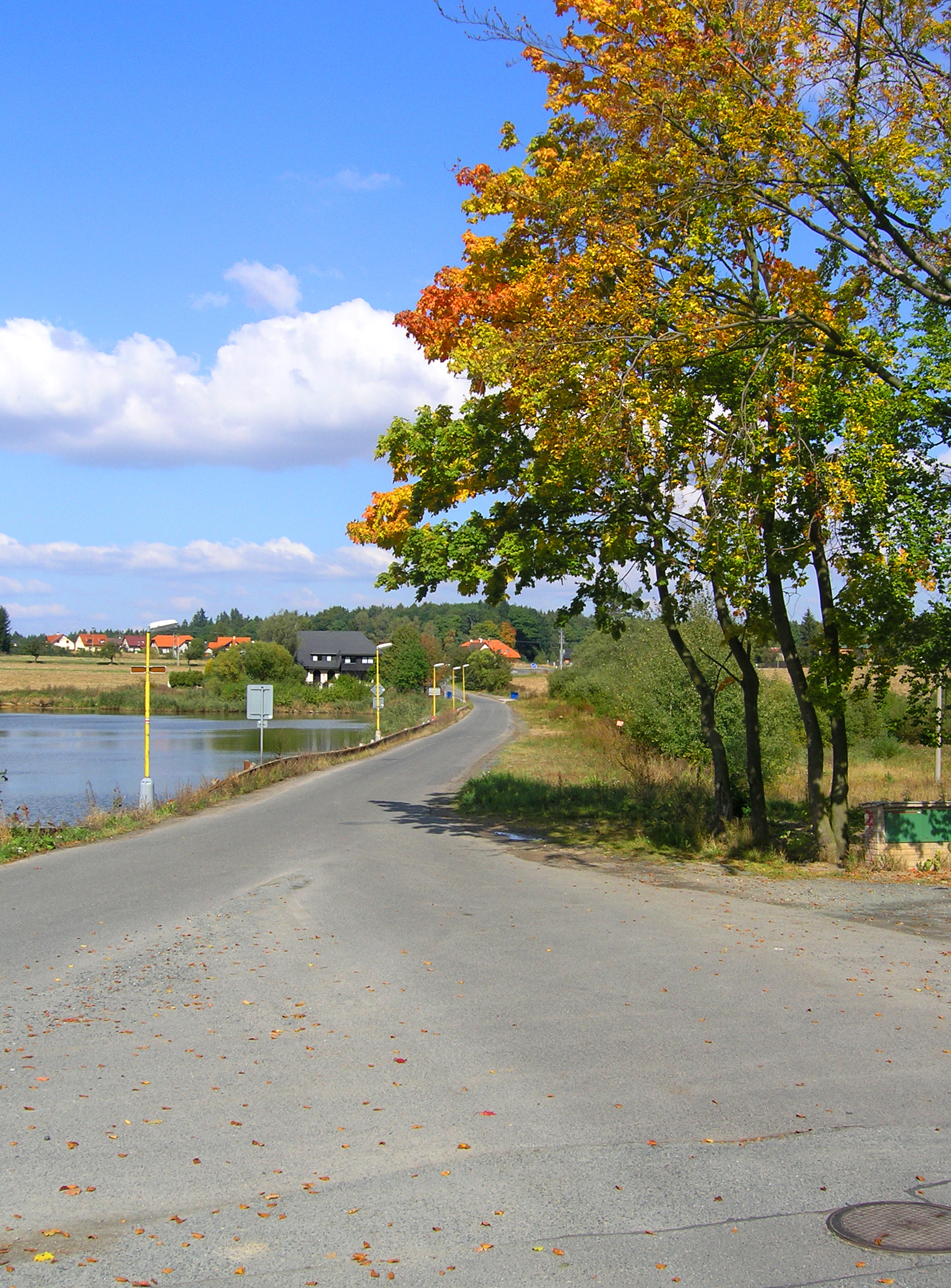
Hráz Louňovického rybníka
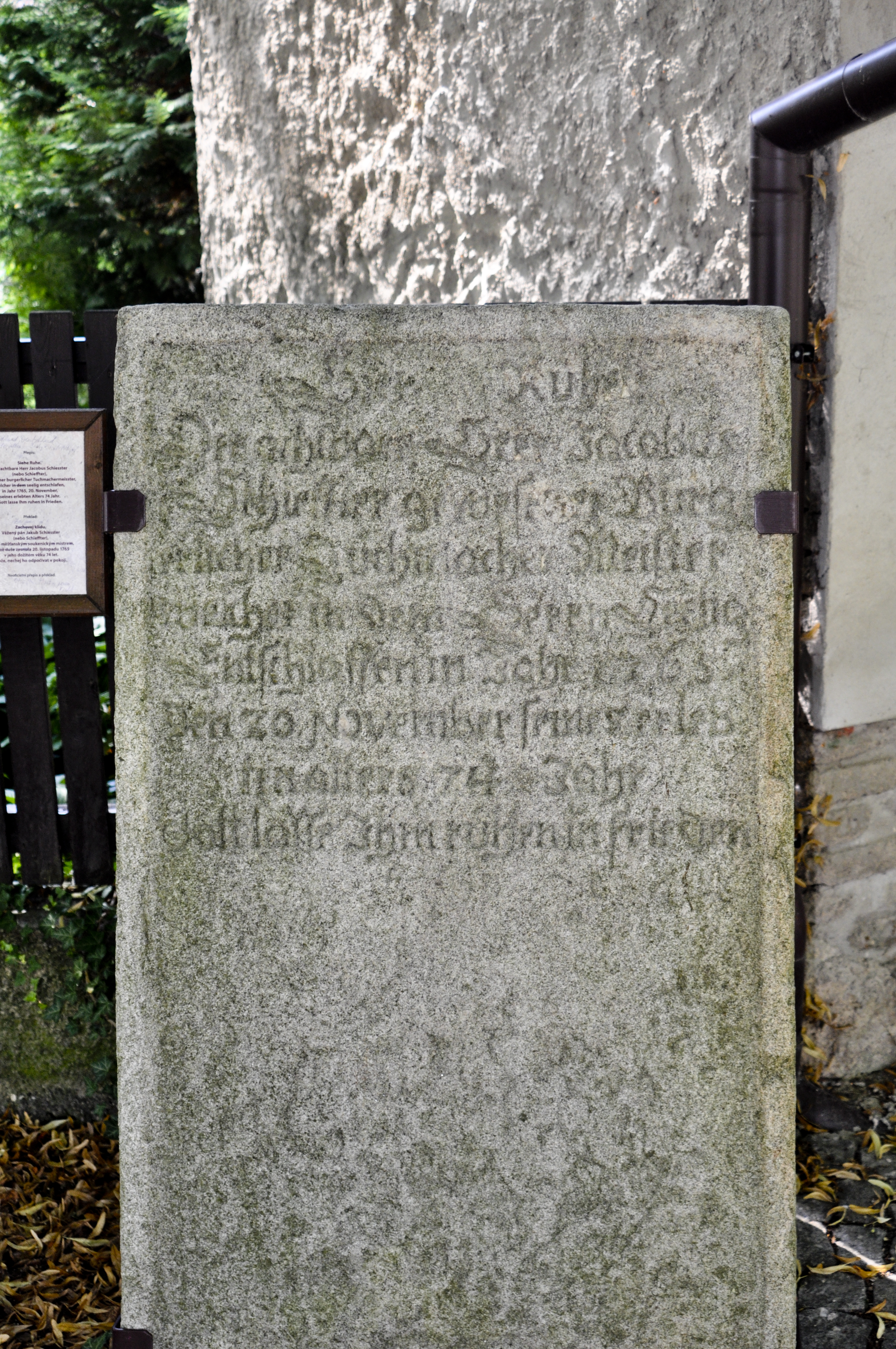
Louňovice, náhrobník v kamenickém skanzenu
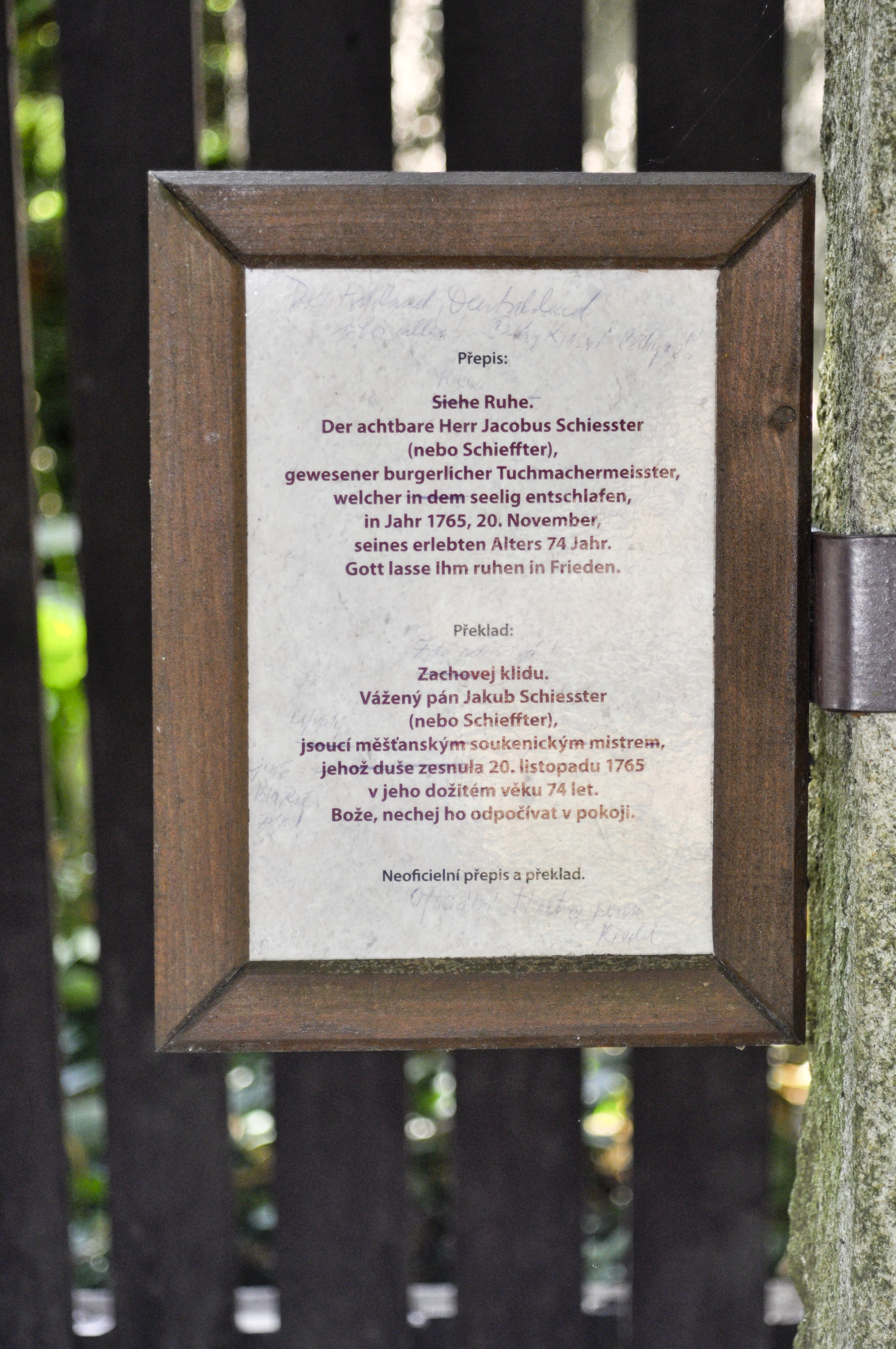
Louňovice, náhrobník v kamenickém skanzenu – přepis textu
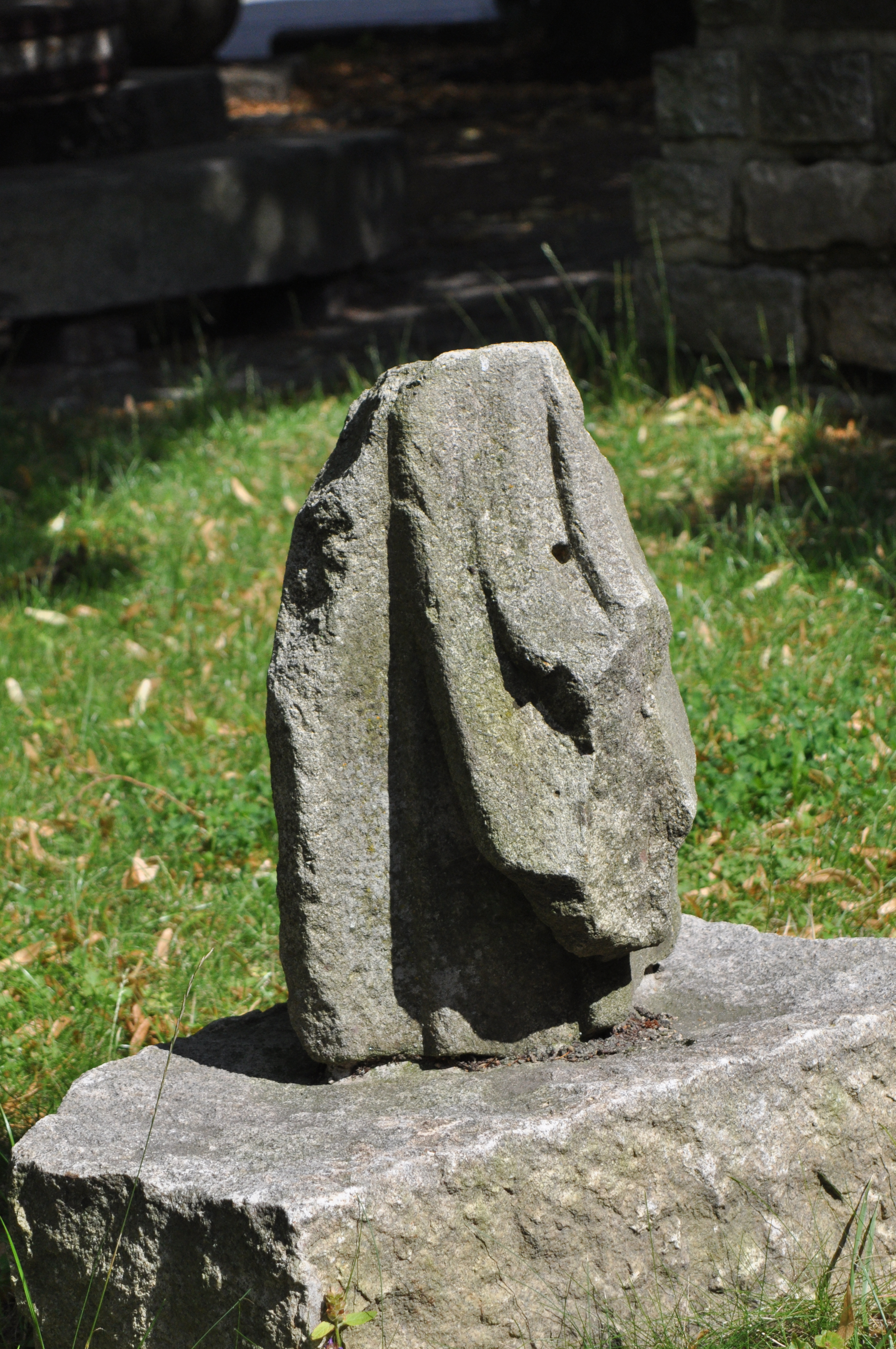
Louňovice, část žebra stropní klenby v kamenickém skanzenu
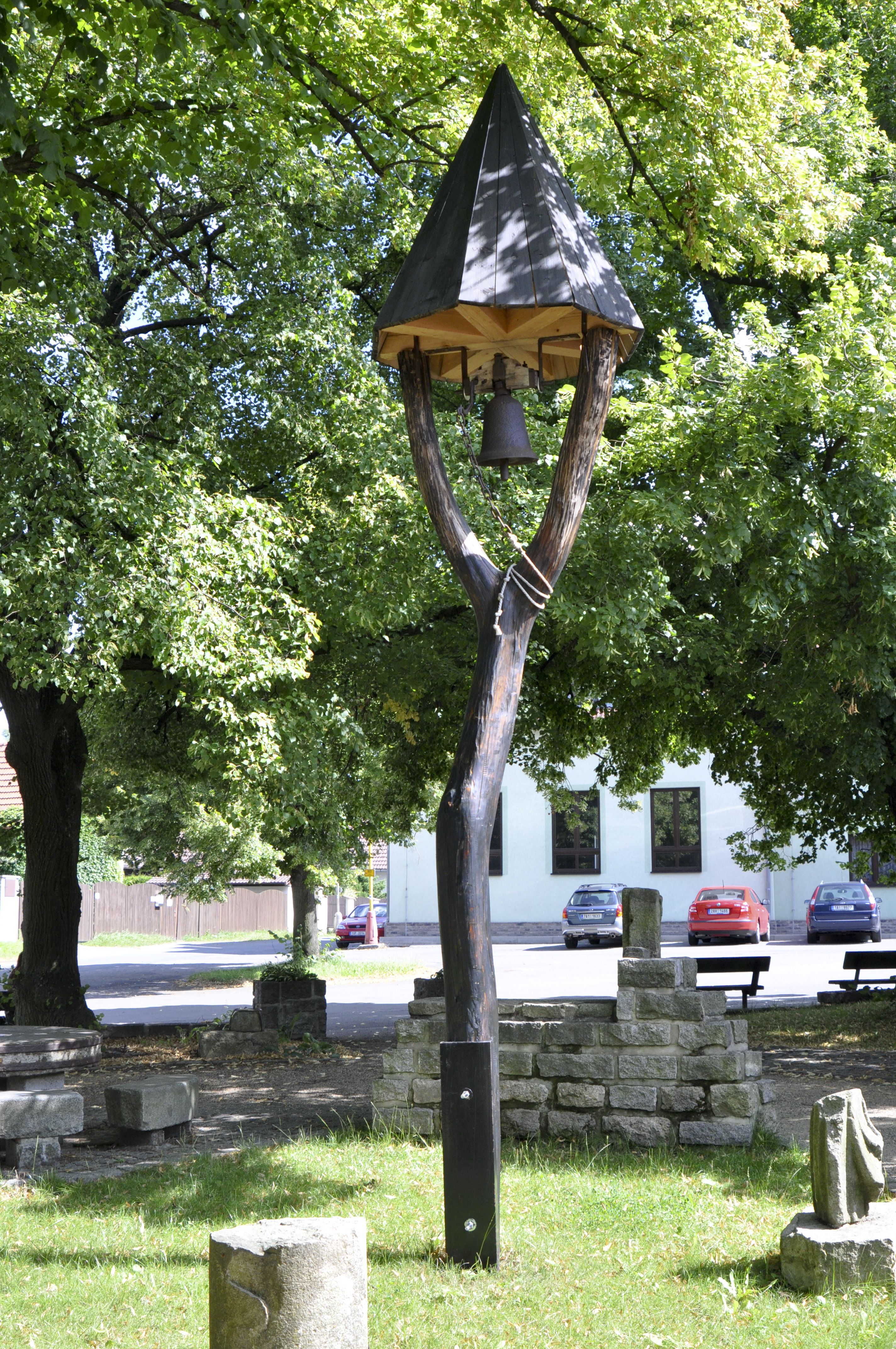
Louňovice, zvonička v kamenickém skanzenu
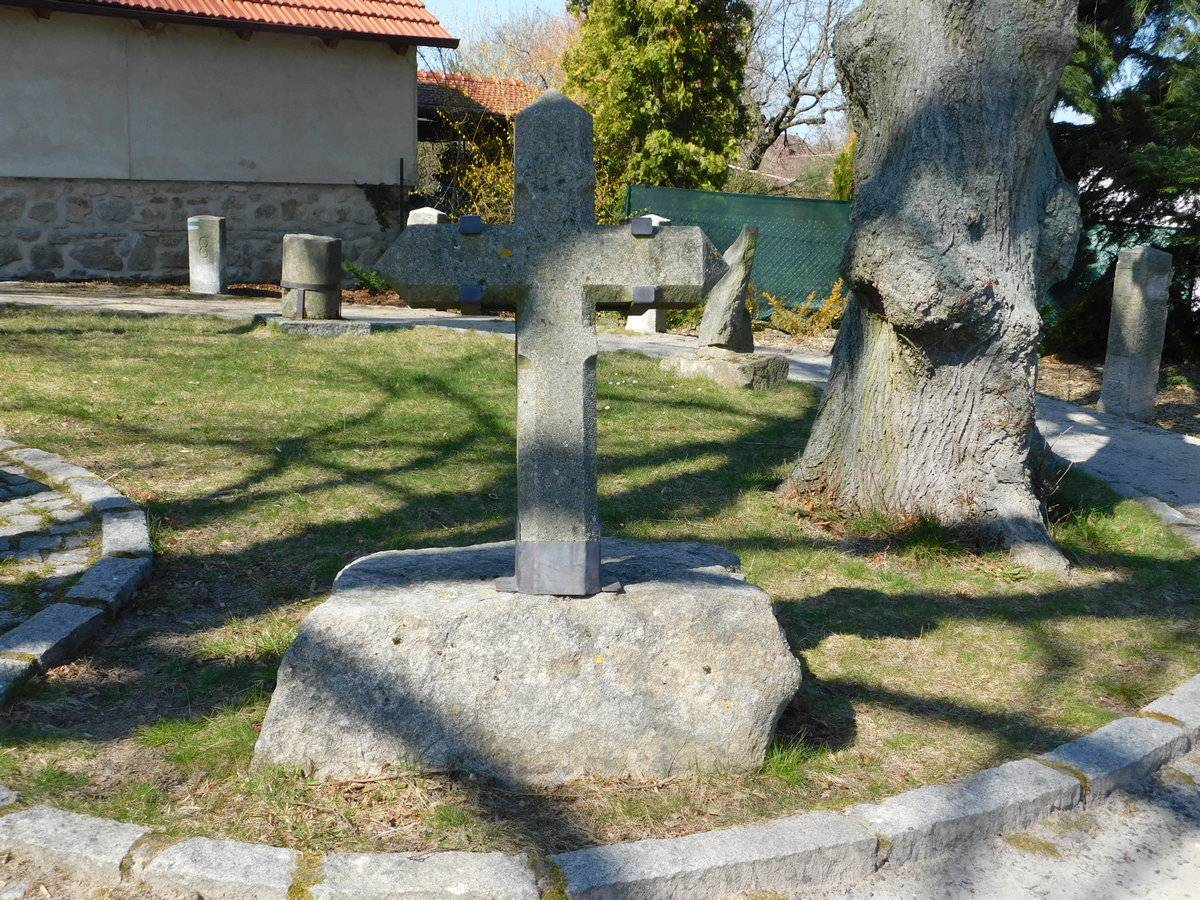
Louňovice, kříž v kamenickém skanzenu